# Etaux
Etaux o Eteaux es una comuna y localidad francesa situada en la región Ródano-Alpes, en el departamento de Alta Saboya, en el distrito de Bonneville.

## Geografía
La comuna se encuentra en el valle del Arve, a 2 km al sur de La Roche-sur-Foron. La autopista A41 pasa junto al núcleo principal de población. 

## Demografía
| 527 | 450 | 519 | 638 | 878 | 1090 | 1750 |
| Para los censos de 1962 a 1999 la población legal corresponde a la población sin duplicidades (Fuente: INSEE [Consultar]) |     |     |     |     |      |      |

## Lista de alcaldes
- 2001-2008: Denis Duvernay
- 2008-actualidad: François Rosset